# LoRa
LoRa (van het Engelse "Long Range" dat "lange afstand" betekent) is een gepatenteerde low-power wide-area netwerkmodulatietechniek. LoRa maakt langeafstandstransmissies mogelijk met een laag energieverbruik. Het is gebaseerd op spread-spectrum modulatietechnieken die zijn afgeleid van chirp spread spectrum (CSS)-technologie. Het werd ontwikkeld door Cycleo uit Grenoble, Frankrijk en overgenomen door Semtech, het oprichtende lid van de LoRa Alliance; het is gepatenteerd door het Amerikaanse octrooi nr. 9647718-B2.
LoRa gebruikt licentievrije radiofrequentiebanden zoals EU433 (433.05-434.79 MHz) en EU863-870 (863-870/873 MHz) in Europa; AU915-928/AS923-1 (915-928 MHz) in Australië; US902-928 (902-928 MHz) in Noord-Amerika; IN865-867 (865-867 MHz) in India; AU915-928/AS923-1 en EU433 Zuidoost-Azië; en wereldwijd 2,4 GHz. De technologie dekt de fysieke netwerklaag, terwijl andere technologieën en protocollen zoals LoRaWAN (Long Range Wide Area Network) de hogere netwerklagen bedekken. Via LoRa zijn datasnelheden te bereiken tussen 0,3 kbit/s en 27 kbit/s, afhankelijk van de spreidingsfactor, aanwezige storing en afstand.
LoRa-apparaten hebben verder geolocatiemogelijkheden die worden gebruikt voor het uitpeilen van posities van apparaten via tijdstempels van gateways.